# شهرستان کاربو (آیداهو)
شهرستان کاربو، آیداهو (به انگلیسی: Caribou County, Idaho) یک سکونتگاه مسکونی در ایالات متحده آمریکا است که در آیداهو واقع شده‌است.

## خصوصیات
شهرستان کاربو ۴٬۶۵۹٫۴۱ کیلومترمربع مساحت دارد.